# Aeneolamia selecta
Aeneolamia selecta är en insektsart som först beskrevs av Walker 1858.  Aeneolamia selecta ingår i släktet Aeneolamia och familjen spottstritar. Inga underarter finns listade i Catalogue of Life.